# Nevinný (film, 2022)
Nevinný (v originále L'Innocent) je francouzský hraný film z roku 2022, který režíroval Louis Garrel. Snímek měl světovou premiéru na filmovém festivalu v Cannes dne 24. května 2022.

## Děj
Sylvie, která ve vězení vede divadelní dílny, se provdá za Michela, jednoho z vězňů. Její syn Abel není nadšen, není to poprvé, co se zapletla s vězněm, a vždy to vede k problémům. Abel je mladý vdovec, který se cítí vinen, protože jeho žena Maud zemřela při autonehodě, když seděl za volantem. Je si velmi blízký s Clémence, která byla Maudina nejlepší kamarádka. Oba pracují v akváriu.
Po propuštění z vězení si chce Michel otevřít  květinářství, ale nemá peníze. Abel má (na rozdíl od své matky) podezření, že Michel něco chystá.
Abel zjistí, že Michel chce ukrást zásilku kaviáru. Abel a Clémence se nakonec stanou jeho spolupachateli.
Celá akce se ale zkomplikuje, protože Michela podvede jeho komplic Jean-Paul. Abel a Clémence skončí ve vězení, kde se později vezmou.

## Obsazení
| Roschdy Zem              | Michel Ferrand               |
| Anouk Grinberg           | Sylvie Lefranc               |
| Noémie Merlantová        | Clémence Genièvre            |
| Louis Garrel             | Abel Lefranc                 |
| Jean-Claude Pautot       | Jean-Paul                    |
| Yanisse Kebbab           | řidič kamionu                |
| Léa Wiazemsky            | svědek na svatbě Sylvie      |
| Manda Touré              | žena v akváriu               |
| Jean-Claude Bolle-Reddat | Jean-Claude                  |
| Laëtitia Clément         | zdravotní sestra v nemocnici |

## Ocenění
- César: nejlepší herečka ve vedlejší roli (Noémie Merlant), nejlepší původní scénář (Louis Garrel, Tanguy Viel a Naïla Guiguet), nominace v kategoriích nejlepší film, nejlepší režie (Louis Garrel), nejlepší herec (Louis Garrel), nejlepší herečka ve vedlejší roli (Anouk Grinberg), nejlepší herec ve vedlejší roli (Roschdy Zem), nejlepší kostýmy (Corinne Bruand), nejlepší střih (Pierre Deschamps), nejlepší zvuk (Laurent Benaïm, Alexis Meynet a Olivier Guillaume), nejlepší filmová hudba (Grégoire Hetzel), Caesar des lycées
- Filmový festival v Cabourgu: nejlepší herečka (Noémie Merlant, nejlepší herec (Louis Garrel)